# 住吉村 (佐賀県)
住吉村（すみよしむら）は、佐賀県杵島郡にあった村。現在の武雄市の一部にあたる。

## 地理
黒髪山の東部山麓と黒岳の南麓一帯、松浦川上流の網の内川流域の盆地一帯に位置していた。

## 歴史
- 1889年（明治22年）4月1日、町村制の施行により、杵島郡宮野村、大野村が合併して村制施行し、住吉村が発足[1][2]。旧村名を継承した宮野、大野の2大字を編成[2]。
- 1897年（明治30年）宮野郵便局が開設され、その後一時閉鎖されたが、1931年（昭和6年）5月に再開設された[2]。
- 1954年（昭和29年）4月1日、杵島郡中通村と合併し、山内村を新設して廃止された[1][2]。合併後、山内村大字宮野・大野となる[2]。

### 地名の由来
戦国時代、後藤氏が築城した住吉城にちなむ。

## 産業
- 農業

## 教育
- 1874年（明治7年）宮野尋常小学校開校[3]。1876年（明治9年）住吉尋常小学校が開校し、1886年（明治19年）宮野尋常小学校の分校となる[4]。1899年（明治32年）宮野尋常小学校が住吉尋常小学校に改称[3]。1947年（昭和22年）住吉小学校に改称[2]。
- 1947年、住吉中学校が開校[2]。